# Liste des églises romanes des Pyrénées-Orientales
Cet article présente une liste des églises romanes des Pyrénées-Orientales.

## Liste
| Église                                                              | Type        | Remarque                                               | Localisation                        | Coordonnées                      | Illustration                                                        |
| ------------------------------------------------------------------- | ----------- | ------------------------------------------------------ | ----------------------------------- | -------------------------------- | ------------------------------------------------------------------- |
| Église Sainte-Agnès de Croanques                                    | Église      | En ruines.                                             | Taulis                              | 42° 31′ 00″ nord, 2° 37′ 46″ est | Image manquante                                                     |
| Église Saint-Amans de Montauriol                                    | Église      | En ruines.                                             | Montauriol                          | 42° 34′ 28″ nord, 2° 42′ 00″ est | Église Saint-Amans de Montauriol                                    |
| Église Saint-André d'Angoustrine                                    | Église      | Classé MH (1954)                                       | Angoustrine-Villeneuve-des-Escaldes | 42° 29′ 01″ nord, 1° 57′ 32″ est | Église Saint-André d'Angoustrine                                    |
| Église Saint-André de Bages                                         | Église      |                                                        | Bages                               | 42° 36′ 22″ nord, 2° 53′ 39″ est | Église Saint-André de Bages                                         |
| Ancienne église Saint-André de Baillestavy                          | Église      | Restaurée.                                             | Baillestavy                         | 42° 34′ 03″ nord, 2° 31′ 22″ est | Église Saint-André de Baillestavy                                   |
| Église Saint-André de Belloc                                        | Église      |                                                        | Villefranche-de-Conflent            | 42° 36′ 15″ nord, 2° 21′ 56″ est | Église Saint-André de Belloc                                        |
| Église Saint-André de Catllar                                       | Église      |                                                        | Catllar                             | 42° 38′ 03″ nord, 2° 25′ 23″ est | Église Saint-André de Catllar                                       |
| Église Saint-André d'Évol                                           | Église      |                                                        | Évol                                | 42° 34′ 14″ nord, 2° 15′ 14″ est | Église Saint-André d'Évol                                           |
| Église Saint-André de Llar                                          | Église      |                                                        | Llar                                | 42° 31′ 54″ nord, 2° 13′ 00″ est | Image manquante                                                     |
| Église Saint-André de Montbolo                                      | Église      | Inscrit MH (1993)                                      | Montbolo                            | 42° 29′ 06″ nord, 2° 39′ 17″ est | Église Saint-André de Montbolo                                      |
| Chapelle Saint-André de Rivesaltes                                  | Chapelle    |                                                        | Rivesaltes                          | 42° 46′ 18″ nord, 2° 52′ 28″ est | Image manquante                                                     |
| Église Saint-André de Saint-Féliu-d'Avall                           | Église      |                                                        | Saint-Féliu-d'Avall                 | 42° 40′ 57″ nord, 2° 44′ 14″ est | Image manquante                                                     |
| Église Saint-André-de-Sorède                                        | Église      |                                                        | Saint-André                         | 42° 33′ 09″ nord, 2° 58′ 16″ est | Église Saint-André-de-Sorède                                        |
| Église Saint-André de Tarerach                                      | Église      | Classé MH (1972)                                       | Tarerach                            | 42° 41′ 26″ nord, 2° 30′ 05″ est | Image manquante                                                     |
| Chapelle Saint-Antoine du Boulou                                    | Chapelle    |                                                        | Le Boulou                           | 42° 31′ 24″ nord, 2° 50′ 01″ est | Image manquante                                                     |
| Église Saint-Assiscle-et-Sainte-Victoire de Villeneuve-des-Escaldes | Église      | Inscrit MH (1983)                                      | Angoustrine-Villeneuve-des-Escaldes | 42° 28′ 39″ nord, 1° 57′ 09″ est | Église Saint-Assiscle et Sainte-Victoire de Villeneuve-des-Escaldes |
| Église Saint-Assiscle de Trouillas                                  | Église      |                                                        | Trouillas                           | 42° 36′ 41″ nord, 2° 48′ 28″ est | Église Saint-Assiscle de Trouillas                                  |
| Église Saint-Assiscle-et-Sainte-Victoire de Sorède                  | Église      |                                                        | Sorède                              | 42° 32′ 02″ nord, 2° 57′ 15″ est | Église Saint-Assiscle et Sainte-Victoire de Sorède                  |
| Église Saint-Barthélemy de Bajanda                                  | Église      |                                                        | Estavar                             | 42° 28′ 06″ nord, 2° 00′ 37″ est | Image manquante                                                     |
| Église Saint-Barthélemy de Bélesta                                  | Église      |                                                        | Bélesta                             | 42° 43′ 04″ nord, 2° 36′ 26″ est | Église Saint-Barthélemy de Bélesta                                  |
| Église Saint-Barthélemy de Jonqueroles                              | Église      | En ruines.                                             | Bélesta                             | 42° 43′ 51″ nord, 2° 36′ 58″ est | Église Saint-Barthélemy de Jonqueroles                              |
| Église Sainte-Cécile de Garrieux                                    | Église      |                                                        | Garrieux                            | 42° 49′ 22″ nord, 2° 56′ 55″ est | Église Sainte-Cécile de Garrieux                                    |
| Église Sainte-Cécile de Cos                                         | Église      |                                                        | Le Tech                             | 42° 25′ 00″ nord, 2° 33′ 33″ est | Église Sainte-Cécile de Cos                                         |
| Église Sainte-Cécile de Salra                                       | Église      | En ruines.                                             | Oreilla                             | 42° 33′ 47″ nord, 2° 14′ 49″ est | Église Sainte-Cécile de Salra                                       |
| Église Sainte-Christine de Lamanère                                 | Église      |                                                        | Lamanère                            | 42° 21′ 15″ nord, 2° 31′ 48″ est | Église Sainte-Christine de Lamanère                                 |
| Église Saint-Christophe de Fornols                                  | Église      | En ruines.                                             | Campôme                             | 42° 38′ 16″ nord, 2° 23′ 40″ est | Église Saint-Christophe de Fornols                                  |
| Église Saint-Christophe de Llugols                                  | Église      |                                                        | Ria-Sirach                          | 42° 37′ 14″ nord, 2° 22′ 35″ est | Église Saint-Christophe de Llugols                                  |
| Église Saint-Christophe de Montesquieu-des-Albères                  | Église      |                                                        | Montesquieu-des-Albères             | 42° 29′ 31″ nord, 2° 53′ 27″ est | Image manquante                                                     |
| Église Saint-Christophe du Vernet                                   | Église      | Vestiges romans dans une église remaniée.              | Perpignan                           | 42° 43′ 04″ nord, 2° 53′ 59″ est | Image manquante                                                     |
| Église Saint-Clément de Reglella                                    | Église      | En ruines.                                             | Ille-sur-Têt                        | 42° 41′ 26″ nord, 2° 37′ 48″ est | Image manquante                                                     |
| Église Saint-Clément de la Serra                                    | Église      | En ruines.                                             | Fuilla                              | 42° 33′ 40″ nord, 2° 22′ 07″ est | Église Saint-Clément de la Serra                                    |
| Église Saint-Clément de Sirach                                      | Église      | Inscrit MH (1974)                                      | Ria-Sirach                          | 42° 36′ 19″ nord, 2° 24′ 10″ est | Église Saint-Clément de Sirach                                      |
| Église Sainte-Colombe de Cabanes                                    | Église      |                                                        | Saint-Génis-des-Fontaines           | 42° 33′ 59″ nord, 2° 55′ 28″ est | Église Sainte-Colombe de Cabanes                                    |
| Ancienne église Sainte-Colombe de Cases-de-Pène                     | Église      | En ruines.                                             | Cases-de-Pène                       | 42° 46′ 17″ nord, 2° 46′ 51″ est | Image manquante                                                     |
| Église Sainte-Colombe de Las Illas                                  | Église      |                                                        | Caixas                              | 42° 37′ 04″ nord, 2° 38′ 47″ est | Image manquante                                                     |
| Église Sainte-Colombe de Sainte-Colombe-de-la-Commanderie           | Église      | Inscrit MH (1972)                                      | Sainte-Colombe-de-la-Commanderie    | 42° 36′ 53″ nord, 2° 44′ 51″ est | Église Sainte-Colombe de Sainte-Colombe-de-la-Commanderie           |
| Église Sainte-Colombe de Vià                                        | Église      | Inscrit MH (1964)                                      | Font-Romeu                          | 42° 29′ 22″ nord, 2° 02′ 24″ est | Église Sainte-Colombe de Vià                                        |
| Église Saint-Côme-et-Saint-Damien de Serdinya                       | Église      |                                                        | Serdinya                            | 42° 33′ 59″ nord, 2° 19′ 13″ est | Église Saint-Côme-et-Saint-Damien de Serdinya                       |
| Église Sainte-Croix de Conat                                        | Église      | En ruines.                                             | Conat                               | 42° 36′ 38″ nord, 2° 22′ 31″ est | Église Sainte-Croix de Conat                                        |
| Église Sainte-Croix de Quercorb                                     | Église      | Inscrit MH (1997)                                      | Arles-sur-Tech                      | 42° 26′ 54″ nord, 2° 37′ 28″ est | Église Sainte-Croix de Quercorb                                     |
| Église Sainte-Croix de Thorrent                                     | Église      |                                                        | Sahorre                             | 42° 33′ 09″ nord, 2° 21′ 07″ est | Église Sainte-Croix de Thorrent                                     |
| Église Sainte-Croix de Vira                                         | Église      |                                                        | Vira                                | 42° 46′ 12″ nord, 2° 24′ 53″ est | Église Sainte-Croix de Vira                                         |
| Église Saint-Cyprien de Cuchous                                     | Église      |                                                        | Cassagnes                           | 42° 44′ 48″ nord, 2° 38′ 07″ est | Image manquante                                                     |
| Église Saint-Cyr-et-Sainte-Julitte de Canohès                       | Église      |                                                        | Canohès                             | 42° 39′ 07″ nord, 2° 50′ 09″ est | Église Saint-Cyr-et-Sainte-Julitte de Canohès                       |
| Église Sainte-Engrâce d'Amélie-les-Bains                            | Église      |                                                        | Amélie-les-Bains-Palalda            | 42° 27′ 22″ nord, 2° 39′ 53″ est | Église Sainte-Engrâce d'Amélie-les-Bains                            |
| Église Saint-Étienne d'Arles-sur-Tech                               | Église      |                                                        | Arles-sur-Tech                      | à géolocaliser                   | Image manquante                                                     |
| Église Saint-Étienne de Campilles                                   | Église      |                                                        | Villefranche-de-Conflent            | 42° 35′ 46″ nord, 2° 21′ 21″ est | Église Saint-Étienne de Campilles                                   |
| Église Saint-Étienne de Campoussy                                   | Église      | Inscrit MH (1950)                                      | Campoussy                           | 42° 42′ 37″ nord, 2° 27′ 32″ est | Église Saint-Étienne de Campoussy                                   |
| Église Saint-Étienne de Comes                                       | Église      |                                                        | Eus                                 | 42° 40′ 01″ nord, 2° 26′ 12″ est | Église Saint-Étienne de Comes                                       |
| Église Saint-Étienne d'Estoher                                      | Église      |                                                        | Estoher                             | 42° 36′ 05″ nord, 2° 29′ 10″ est | Image manquante                                                     |
| Église Saint-Étienne de Nidolères                                   | Église      | En ruines.                                             | Le Boulou                           | à géolocaliser                   | Image manquante                                                     |
| Église Saint-Étienne d'Orla                                         | Église      |                                                        | Perpignan                           | 42° 40′ 42″ nord, 2° 51′ 06″ est | Image manquante                                                     |
| Église Saint-Étienne de Pomers                                      | Église      |                                                        | Clara                               | 42° 34′ 54″ nord, 2° 27′ 16″ est | Église Saint-Étienne de Pomers                                      |
| Église Saint-Étienne de Ponteilla                                   | Église      |                                                        | Ponteilla                           | 42° 37′ 34″ nord, 2° 48′ 46″ est | Image manquante                                                     |
| Église Saint-Étienne de Prunet                                      | Église      |                                                        | Prunet-et-Belpuig                   | 42° 33′ 45″ nord, 2° 37′ 32″ est | Image manquante                                                     |
| Église Saint-Étienne de Sahorre                                     | Église      | Classé MH (1911)                                       | Sahorre                             | 42° 32′ 00″ nord, 2° 21′ 44″ est | Église Saint-Étienne de Sahorre                                     |
| Abbaye Saint-Étienne de Saint-Estève                                | Abbaye      |                                                        | Saint-Estève                        | 42° 42′ 29″ nord, 2° 50′ 43″ est | Abbaye Saint-Étienne de Saint-Estève                                |
| Église Saint-Étienne de Saleilles                                   | Église      | Inscrit MH (1985)                                      | Saleilles                           | 42° 39′ 13″ nord, 2° 57′ 16″ est | Église romane Saint-Étienne de Saleilles                            |
| Église Saint-Étienne de Sofrunys                                    | Église      | En ruines.                                             | Glorianes                           | 42° 36′ 47″ nord, 2° 32′ 49″ est | Église Saint-Étienne de Sofrunys                                    |
| Église Saint-Étienne de Talau                                       | Église      |                                                        | Ayguatébia-Talau                    | 42° 33′ 52″ nord, 2° 11′ 45″ est | Église Saint-Étienne de Talau                                       |
| Église Saint-Étienne d'Urbanya                                      | Église      |                                                        | Urbanya                             | 42° 38′ 18″ nord, 2° 18′ 20″ est | Église Saint-Étienne d'Urbanya                                      |
| Église Saint-Étienne de Vilarasa                                    | Église      |                                                        | Saint-Cyprien                       | 42° 37′ 47″ nord, 2° 59′ 44″ est | Église Saint-Étienne de Vilarasa                                    |
| Église Saint-Étienne de Villelongue-dels-Monts                      | Église      |                                                        | Villelongue-dels-Monts              | 42° 31′ 33″ nord, 2° 54′ 14″ est | Église Saint-Étienne de Villelongue-dels-Monts                      |
| Église Sainte-Eugénie d'Ortaffa                                     | Église      | Inscrit MH (1964, extérieur de l'abside)               | Ortaffa                             | 42° 34′ 51″ nord, 2° 55′ 36″ est | Église Sainte-Eugénie d'Ortaffa                                     |
| Église Sainte-Eugénie de Saillagouse                                | Église      |                                                        | Saillagouse                         | 42° 27′ 35″ nord, 2° 02′ 19″ est | Église Sainte-Eugénie de Saillagouse                                |
| Église Sainte-Eugénie de Souanyas                                   | Église      |                                                        | Souanyas                            | 42° 32′ 58″ nord, 2° 16′ 47″ est | Église Sainte-Eugénie de Souanyas                                   |
| Église Sainte-Eugénie de Tresmals                                   | Église      |                                                        | Elne                                | 42° 35′ 10″ nord, 2° 59′ 51″ est | Église Sainte-Eugénie de Tresmals                                   |
| Église Sainte-Eulalie d'Arboussols                                  | Église      |                                                        | Arboussols                          | 42° 40′ 35″ nord, 2° 29′ 14″ est | Église Sainte-Eulalie d'Arboussols                                  |
| Église Sainte-Eulalie de Fuilla                                     | Église      | Monument historique                                    | Fuilla                              | 42° 34′ 03″ nord, 2° 21′ 26″ est | Église Sainte-Eulalie de Fuilla                                     |
| Cathédrale Sainte-Eulalie-et-Sainte-Julie d'Elne                    | Cathédrale  | Classé MH                                              | Elne                                | 42° 35′ 57″ nord, 2° 58′ 20″ est | Cathédrale Sainte-Eulalie-et-Sainte-Julie d'Elne                    |
| Église Sainte-Eulalie de Marquixanes                                | Église      |                                                        | Marquixanes                         | 42° 38′ 34″ nord, 2° 29′ 07″ est | Église Sainte-Eulalie de Marquixanes                                |
| Église Sainte-Eulalie de Millas                                     | Église      |                                                        | Millas                              | 42° 41′ 31″ nord, 2° 41′ 48″ est | Église Sainte-Eulalie de Millas                                     |
| Église Sainte-Eulalie de Villèle                                    | Église      |                                                        | Rigarda                             | 42° 37′ 42″ nord, 2° 32′ 16″ est | Église Sainte-Eulalie de Villèle                                    |
| Église Sainte-Eulalie du Vivier                                     | Église      |                                                        | Vivier                              | 42° 46′ 10″ nord, 2° 27′ 36″ est | Image manquante                                                     |
| Église Saint-Félix de Calmeilles                                    | Église      | Inscrit MH (1964)                                      | Calmeilles                          | 42° 33′ 08″ nord, 2° 40′ 30″ est | Église Saint-Félix de Calmeilles                                    |
| Chapelle Saint-Félix du Château                                     | Église      | En ruines.                                             | Llo                                 | 42° 27′ 03″ nord, 2° 04′ 05″ est | Église Saint-Félix du Château                                       |
| Église Saint-Félix de Codalet                                       | Église      |                                                        | Codalet                             | 42° 36′ 42″ nord, 2° 25′ 07″ est | Église Saint-Félix de Codalet                                       |
| Église Saint-Félix de Fillols                                       | Église      |                                                        | Fillols                             | 42° 33′ 41″ nord, 2° 24′ 31″ est | Église Saint-Félix de Fillols                                       |
| Église Saint-Félix de Ropidera,                                     | Église      |                                                        | Rodès                               | 42° 39′ 59″ nord, 2° 32′ 33″ est | Église Saint-Félix de Ropidera                                      |
| Ermitage Saint-Ferréol                                              | Ermitage    |                                                        | Céret                               | à géolocaliser                   | Ermitage Saint-Ferréol                                              |
| Église Saint-Ferréol de la Pava                                     | Ermitage    | Inscrit MH (1991)                                      | La Pava                             | 42° 31′ 17″ nord, 2° 59′ 14″ est | Ermitage de Saint-Ferréol-de-la-Pave                                |
| Église Saint-Fructueux de Camélas                                   | Église      |                                                        | Camélas                             | 42° 37′ 49″ nord, 2° 41′ 01″ est | Église Saint-Fructueux de Camélas                                   |
| Église Saint-Fructueux d'Iravals                                    | Église      | Classé MH (1963)                                       | Latour-de-Carol                     | 42° 27′ 36″ nord, 1° 53′ 38″ est | Image manquante                                                     |
| Église Saint-Fructueux de Llo                                       | Église      | Classé MH (1932)                                       | Llo                                 | 42° 27′ 16″ nord, 2° 03′ 38″ est | Église Saint-Fructueux de Llo                                       |
| Église Saint-Fructueux de Marians                                   | Église      |                                                        | Souanyas                            | 42° 32′ 47″ nord, 2° 16′ 15″ est | Église Saint-Fructueux de Marians                                   |
| Chapelle Saint-Fructueux de Roca-Vella                              | Chapelle    | En ruines.                                             | Laroque-des-Albères                 | 42° 30′ 55″ nord, 2° 55′ 51″ est | Chapelle Saint-Fructueux de Roca-Vella                              |
| Église Saint-Fructueux de Taurinya                                  | Église      |                                                        | Taurinya                            | 42° 34′ 46″ nord, 2° 25′ 43″ est | Église Saint-Fructueux de Taurinya                                  |
| Abbaye de Saint-Génis-des-Fontaines                                 | Abbaye      | Classé MH (1924) (Cloître) · Classé MH (1966) (Abbaye) | Saint-Génis-des-Fontaines           | 42° 32′ 43″ nord, 2° 55′ 22″ est | Abbaye de Saint-Génis-des-Fontaines                                 |
| Église Saint-Génis de Thuès-Entre-Valls                             | Église      |                                                        | Thuès-Entre-Valls                   | 42° 31′ 29″ nord, 2° 13′ 34″ est | Image manquante                                                     |
| Ermitage Saint-Georges del Pla del Carner                           | Ermitage    | En ruines.                                             | Céret                               | 42° 29′ 38″ nord, 2° 46′ 45″ est | Ermitage Saint-Georges del Pla del Carner                           |
| Ermitage Saint-Guillem de Combret                                   | Ermitage    | Inscrit MH (2009)                                      | Tech                                | 42° 27′ 12″ nord, 2° 29′ 48″ est | Ermitage Saint-Guilhem de Combret                                   |
| Église Saint-Jacques de Castel-Fizel                                | Église      | En ruines.                                             | Caudiès-de-Fenouillèdes             | 42° 47′ 52″ nord, 2° 23′ 27″ est | Image manquante                                                     |
| Église Saint-Jacques de Nyer                                        | Église      |                                                        | Nyer                                | 42° 31′ 58″ nord, 2° 16′ 33″ est | Église Saint-Jacques de Nyer                                        |
| Église Saint-Jacques de Villefranche-de-Conflent                    | Église      | Classé MH (1862)                                       | Villefranche-de-Conflent            | 42° 35′ 12″ nord, 2° 21′ 59″ est | Église Saint-Jacques de Villefranche-de-Conflent                    |
| Église Saint-Jean de l'Albère                                       | Église      |                                                        | L'Albère                            | 42° 28′ 59″ nord, 2° 53′ 37″ est | Église Saint-Jean de l'Albère                                       |
| Église Saint-Jean d'Arsus                                           | Église      |                                                        | Boule-d'Amont                       | 42° 34′ 37″ nord, 2° 35′ 44″ est | Image manquante                                                     |
| Église Saint-Jean-Baptiste de la Bassa                              | Église      |                                                        | Banyuls-sur-Mer                     | 42° 28′ 38″ nord, 3° 07′ 29″ est | Image manquante                                                     |
| Église Saint-Jean-Baptiste de Fuilla                                | Église      |                                                        | Fuilla                              | 42° 33′ 25″ nord, 2° 22′ 05″ est | Église Saint-Jean-Baptiste de Fuilla                                |
| Église Saint-Jean de Conat                                          | Église      |                                                        | Conat                               | 42° 36′ 49″ nord, 2° 21′ 28″ est | Église Saint-Jean de Conat                                          |
| Église Saint-Jean de Dorres                                         | Église      |                                                        | Dorres                              | 42° 29′ 05″ nord, 1° 56′ 24″ est | Image manquante                                                     |
| Église Saint-Jean d'Entre-Valls                                     | Église      |                                                        | Thuès-Entre-Valls                   | à géolocaliser                   | Image manquante                                                     |
| Église Saint-Jean-l'Évangéliste de Taulis                           | Église      |                                                        | Taulis                              | 42° 31′ 29″ nord, 2° 37′ 53″ est | Église Saint-Jean-l'Évangéliste de Taulis                           |
| Église Saint-Jean d'Oms                                             | Église      | Inscrit MH (1964)                                      | Oms                                 | à géolocaliser                   | Église Saint-Jean d'Oms                                             |
| Église Saint-Jean de Saint-Jean-Lasseille                           | Église      |                                                        | Saint-Jean-Lasseille                | 42° 34′ 53″ nord, 2° 52′ 02″ est | Église Saint-Jean de Saint-Jean-Lasseille                           |
| Église Saint-Jean de Saint-Jean-Pla-de-Corts                        | Église      |                                                        | Saint-Jean-Pla-de-Corts             | 42° 30′ 31″ nord, 2° 47′ 39″ est | Église Saint-Jean de Saint-Jean-Pla-de-Corts                        |
| Église Saint-Jean-Baptiste de Sansa                                 | Église      |                                                        | Sansa                               | 42° 36′ 06″ nord, 2° 10′ 29″ est | Image manquante                                                     |
| Église Saint-Jean de Seners                                         | Église      |                                                        | Estoher                             | 42° 35′ 30″ nord, 2° 28′ 27″ est | Église Saint-Jean de Seners                                         |
| Église Saint-Jean le Vieux de Perpignan                             | Église      | Classé MH (1840), Inscrit MH (1956)                    | Perpignan                           | 42° 42′ 02″ nord, 2° 53′ 50″ est | Église Saint-Jean le Vieux de Perpignan                             |
| Église Saint-Julien-et-Sainte-Basilisse de Torreilles               | Église      | Recensement Inventaire Fondamental                     | Torreilles                          | 42° 45′ 20″ nord, 2° 59′ 33″ est | Église Saint-Julien-et-Sainte-Basilisse de Torreilles               |
| Église Saint-Julien des Albas                                       | Église      |                                                        | Felluns                             | 42° 45′ 11″ nord, 2° 29′ 40″ est | Image manquante                                                     |
| Église Saint-Julien-et-Sainte-Basilisse de Jujols                   | Église      |                                                        | Jujols                              | 42° 34′ 08″ nord, 2° 17′ 41″ est | Église Saint-Julien-et-Sainte-Basilisse de Jujols                   |
| Église Saint-Julien-et-Sainte-Basilisse de Terrats                  | Église      |                                                        | Terrats                             | 42° 36′ 28″ nord, 2° 46′ 18″ est | Image manquante                                                     |
| Église Saint-Julien-et-Sainte-Basilisse de Villemolaque             | Église      |                                                        | Villemolaque                        | 42° 35′ 18″ nord, 2° 50′ 18″ est | Église Saint-Julien-et-Sainte-Basilisse de Villemolaque             |
| Chapelle Saint-Julien-et-Sainte-Basilisse de Villeneuve-de-la-Raho  | Chapelle    | Classé MH (1912)                                       | Villeneuve-de-la-Raho               | 42° 38′ 02″ nord, 2° 55′ 18″ est | Chapelle Saint-Julien-et-Sainte-Basilisse de Villeneuve-de-la-Raho  |
| Église Saint-Julien d'Estavar                                       | Église      | Classé MH (1931)                                       | Estavar                             | 42° 28′ 05″ nord, 1° 59′ 47″ est | Église Saint-Julien d'Estavar                                       |
| Église Saint-Julien-le-Vieux de Mosset                              | Église      | En ruines.                                             | Mosset                              | 42° 39′ 39″ nord, 2° 21′ 47″ est | Image manquante                                                     |
| Église Saint-Julien de Vallventosa                                  | Église      | En ruines.                                             | Corbère                             | 42° 38′ 32″ nord, 2° 40′ 08″ est | Image manquante                                                     |
| Église Saint-Just de Courbous                                       | Église      |                                                        | Sournia                             | 42° 42′ 51″ nord, 2° 24′ 36″ est | Image manquante                                                     |
| Église Saint-Just de Palmes                                         | Église      |                                                        | Campoussy                           | 42° 41′ 36″ nord, 2° 27′ 29″ est | Image manquante                                                     |
| Église Saint-Just-et-Saint-Pasteur d'En                             | Église      |                                                        | Nyer                                | 42° 32′ 06″ nord, 2° 15′ 58″ est | Église Saint-Just-et-Saint-Pasteur d'En                             |
| Église Sainte-Juste-et-Sainte-Ruffine de Prats-de-Mollo-la-Preste   | Église      |                                                        | Prats-de-Mollo-la-Preste            | 42° 24′ 17″ nord, 2° 28′ 44″ est | Église Sainte-Juste-et-Sainte-Ruffine de Prats-de-Mollo-la-Preste   |
| Église Saint-Laurent d'Arsa                                         | Église      |                                                        | Sournia                             | 42° 42′ 56″ nord, 2° 23′ 41″ est | Église Saint-Laurent d'Arsa                                         |
| Église Saint-Laurent de Laroque-des-Albères                         | Église      | En ruines.                                             | Laroque-des-Albères                 | à géolocaliser                   | Image manquante                                                     |
| Église Saint-Laurent-du-Mont d'Argelès-sur-Mer                      | Église      | Classé MH (1994)                                       | Argelès-sur-Mer                     | 42° 31′ 17″ nord, 3° 01′ 10″ est | Église Saint-Laurent du Mont (Argelès-sur-Mer)                      |
| Église Saint-Laurent d'Opoul                                        | Église      | En ruines.                                             | Opoul-Périllos                      | 42° 52′ 35″ nord, 2° 51′ 42″ est | Église Saint-Laurent d'Opoul                                        |
| Église Sainte-Léocadie de Sainte-Léocadie                           | Église      |                                                        | Sainte-Léocadie                     | 42° 26′ 13″ nord, 2° 00′ 16″ est | Église Sainte-Léocadie de Sainte-Léocadie                           |
| Église Saint-Luc de Montferrer                                      | Église      |                                                        | Montferrer                          | 42° 26′ 16″ nord, 2° 34′ 05″ est | Image manquante                                                     |
| Chapelle Sainte-Madeleine de Conat                                  | Chapelle    |                                                        | Conat                               | 42° 36′ 59″ nord, 2° 21′ 20″ est | Image manquante                                                     |
| Église Saint-Marcel de Flassa                                       | Église      |                                                        | Serdinya                            | 42° 33′ 59″ nord, 2° 19′ 13″ est | Église Saint-Marcel de Flassa                                       |
| Prieuré de Marcevol                                                 | Prieuré     | Classé MH (1840)                                       | Arboussols                          | 42° 39′ 53″ nord, 2° 30′ 00″ est | Prieuré de Marcevol                                                 |
| Chapelle Sainte-Marguerite du col d'Ares                            | Chapelle    | En ruines. Inscrit MH (2009)                           | Prats-de-Mollo-la-Preste            | 42° 22′ 27″ nord, 2° 27′ 56″ est | Chapelle Sainte-Marguerite du col d'Ares                            |
| Église Sainte-Marguerite de Molas                                   | Église      |                                                        | Le Boulou                           | 42° 30′ 54″ nord, 2° 51′ 14″ est | Image manquante                                                     |
| Église Sainte-Marguerite de Nabilles                                | Église      |                                                        | Conat                               | 42° 37′ 21″ nord, 2° 21′ 46″ est | Église Sainte-Marguerite de Nabilles                                |
| Église Sainte-Marie des Abeilles                                    | Église      | En ruines.                                             | Les Abeilles                        | 42° 27′ 49″ nord, 3° 04′ 19″ est | Église Sainte-Marie des Abeilles                                    |
| Abbaye Sainte-Marie d'Arles-sur-Tech,                               | Abbaye      | Monument historique (1862, 1908 et 1929)               | Arles-sur-Tech                      | 42° 27′ 26″ nord, 2° 38′ 06″ est | Abbaye Sainte-Marie d'Arles-sur-Tech                                |
| Église Sainte-Marie du Boulou                                       | Église      | Monument historique                                    | Le Boulou                           | 42° 31′ 27″ nord, 2° 50′ 05″ est | Église Sainte-Marie du Boulou                                       |
| Église Sainte-Marie de Brouilla,                                    | Église      | Classé MH (1972)                                       | Brouilla                            | 42° 33′ 58″ nord, 2° 54′ 15″ est | Église Sainte-Marie de Brouilla                                     |
| Église Sainte-Marie de La Cluse-Haute                               | Église      |                                                        | Cluses                              | 42° 28′ 56″ nord, 2° 50′ 36″ est | Église Sainte-Marie de La Cluse-Haute                               |
| Église Sainte-Marie de Corneilla-de-Conflent                        | Église      | Classé MH                                              | Corneilla-de-Conflent               | à géolocaliser                   | Église Sainte-Marie de Corneilla-de-Conflent                        |
| Église Sainte-Marie de Cosprons                                     | Église      |                                                        | Port-Vendres                        | 42° 29′ 51″ nord, 3° 06′ 23″ est | Église Sainte-Marie de Cosprons                                     |
| Église Sainte-Marie de Coustouges                                   | Église      | Monument historique                                    | Coustouges                          | 42° 22′ 03″ nord, 2° 39′ 02″ est | Église Sainte-Marie de Coustouges                                   |
| Église Sainte-Marie de Domanova                                     | Église      |                                                        | Rodès                               | 42° 38′ 46″ nord, 2° 34′ 04″ est | Église Sainte-Marie de Domanova                                     |
| Chapelle Notre-Dame d'Err                                           | Église      |                                                        | Err                                 | 42° 26′ 28″ nord, 2° 01′ 59″ est | Image manquante                                                     |
| Église Sainte-Marie d'Espira-de-l'Agly                              | Église      | Monument historique                                    | Espira-de-l'Agly                    | 42° 46′ 43″ nord, 2° 50′ 10″ est | Église Sainte-Marie d'Espira-de-l'Agly                              |
| Église Sainte-Marie d'Espira-de-Conflent                            | Église      | Classé MH (1912)                                       | Espira-de-Conflent                  | 42° 37′ 04″ nord, 2° 29′ 54″ est | Église Sainte-Marie d'Espira-de-Conflent                            |
| Église Sainte-Marie de l'Eula                                       | Église      |                                                        | Soler                               | à géolocaliser                   | Image manquante                                                     |
| Église Sainte-Marie de Felluns                                      | Église      |                                                        | Felluns                             | 42° 45′ 40″ nord, 2° 29′ 00″ est | Image manquante                                                     |
| Église Sainte-Marie de Las Fonts                                    | Église      |                                                        | Calce                               | 42° 44′ 25″ nord, 2° 44′ 59″ est | Image manquante                                                     |
| Église Sainte-Marie de la Garriga                                   | Église      |                                                        | Rivesaltes                          | 42° 46′ 41″ nord, 2° 54′ 09″ est | Image manquante                                                     |
| Abbaye Sainte-Marie de Jau                                          | Abbaye      | En ruines.                                             | col de Jau (Mosset)                 | 42° 41′ 00″ nord, 2° 16′ 24″ est | Image manquante                                                     |
| Église Sainte-Marie-Madeleine de la Veda                            | Église      | En ruines.                                             | Sorède                              | 42° 28′ 46″ nord, 2° 57′ 55″ est | Image manquante                                                     |
| Église Sainte-Marie de Marignans                                    | Église      |                                                        | Serdinya                            | 42° 34′ 27″ nord, 2° 19′ 51″ est | Image manquante                                                     |
| Église Notre-Dame-de-l'Assomption de Sainte-Marie                   | Église      | Classé MH (1983) (abside), Inscrit MH (1983) (nef)     | Sainte-Marie                        | 42° 43′ 38″ nord, 3° 01′ 01″ est | Église Notre-Dame-de-l'Assomption de Sainte-Marie                   |
| Église Sainte-Marie du Mercadal                                     | Église      | Inscrit MH (1972)                                      | Castelnou                           | 42° 37′ 17″ nord, 2° 42′ 10″ est | Église Sainte-Marie du Mercadal                                     |
| Église Sainte-Marie de Molitg                                       | Église      |                                                        | Molitg-les-Bains                    | 42° 39′ 12″ nord, 2° 23′ 16″ est | Église Sainte-Marie de Molitg                                       |
| Église Sainte-Marie de Montescot                                    | Église      |                                                        | Montescot                           | 42° 36′ 26″ nord, 2° 55′ 57″ est | Église Sainte-Marie de Montescot                                    |
| Église Sainte-Marie de Montferrer                                   | Église      | Monument historique                                    | Montferrer                          | 42° 26′ 17″ nord, 2° 34′ 04″ est | Église Sainte-Marie de Montferrer                                   |
| Église Saint-Martin de Nyls                                         | Église      | En ruines.                                             | Ponteilla                           | 42° 37′ 40″ nord, 2° 50′ 46″ est | Image manquante                                                     |
| Église Sainte-Marie d'Oreilla                                       | Église      |                                                        | Oreilla                             | 42° 33′ 36″ nord, 2° 15′ 18″ est | Image manquante                                                     |
| Église Sainte-Marie de Palau-de-Cerdagne                            | Église      |                                                        | Palau-de-Cerdagne                   | 42° 24′ 55″ nord, 1° 58′ 02″ est | Image manquante                                                     |
| Église Sainte-Marie-et-Saint-Pierre de Château-Roussillon           | Église      |                                                        | Château-Roussillon                  | 42° 42′ 39″ nord, 2° 56′ 48″ est | Église Sainte-Marie-et-Saint-Pierre de Château-Roussillon           |
| Église Sainte-Marie de Fontpédrouse                                 | Église      |                                                        | Fontpédrouse                        | 42° 29′ 57″ nord, 2° 10′ 24″ est | Image manquante                                                     |
| Église Sainte-Marie de Riquer                                       | Église      |                                                        | Catllar                             | 42° 38′ 05″ nord, 2° 25′ 42″ est | Église Sainte-Marie de Riquer                                       |
| Église Sainte-Marie-la-Rodona                                       | Église      |                                                        | Ille-sur-Têt                        | 42° 40′ 23″ nord, 2° 37′ 17″ est | Église Sainte-Marie-la-Rodona                                       |
| Église Sainte-Marie de Saint-Féliu-d'Amont                          | Église      |                                                        | Saint-Féliu-d'Amont                 | 42° 41′ 16″ nord, 2° 43′ 22″ est | Église Sainte-Marie de Saint-Féliu-d'Amont                          |
| Église Sainte-Marie de Serralongue                                  | Église      | Classé MH (1948)                                       | Serralongue                         | 42° 23′ 53″ nord, 2° 33′ 24″ est | Église Sainte-Marie de Serralongue                                  |
| Église Sainte-Marie d'Ultrera                                       | Église      | En ruines.                                             | Sorède                              | 42° 30′ 56″ nord, 2° 58′ 45″ est | Image manquante                                                     |
| Église Sainte-Marie de Vallsera                                     | Église      | En ruines.                                             | Les Angles (Pyrénées-Orientales)    | 42° 35′ 51″ nord, 2° 04′ 17″ est | Image manquante                                                     |
| Église Sainte-Marie de Vedrinyans                                   | Église      |                                                        | Mosset                              | 42° 40′ 04″ nord, 2° 21′ 04″ est | Image manquante                                                     |
| Église Sainte-Marie du Vila                                         | Église      |                                                        | Reynès                              | 42° 29′ 56″ nord, 2° 42′ 26″ est | Église Sainte-Marie du Vila                                         |
| Prieuré Sainte-Marie du Vilar                                       | Prieuré     | Classé MH (1983) · Inscrit MH (1983)                   | Villelongue-dels-Monts              | 42° 30′ 36″ nord, 2° 54′ 19″ est | Prieuré Sainte-Marie du Vilar                                       |
| Église Sainte-Marie de Vilarmila                                    | Église      |                                                        | Llupia                              | 42° 37′ 23″ nord, 2° 47′ 38″ est | Église Sainte-Marie de Vilarmila                                    |
| Église Saint-Martial de Cortvassil                                  | Église      |                                                        | Cortvassil                          | 42° 29′ 40″ nord, 1° 51′ 05″ est | Image manquante                                                     |
| Église Saint-Martin-de-Tura                                         | Église      |                                                        | Rivesaltes                          | 42° 46′ 33″ nord, 2° 53′ 06″ est | Image manquante                                                     |
| Église Saint-Martin de l'Albère                                     | Église      |                                                        | L'Albère                            | 42° 27′ 53″ nord, 2° 54′ 38″ est | Église Saint-Martin de l'Albère                                     |
| Église Saint-Martin de Canaveilles                                  | Église      |                                                        | Canaveilles                         | 42° 32′ 13″ nord, 2° 14′ 59″ est | Église Saint-Martin de Canaveilles                                  |
| Abbaye Saint-Martin du Canigou                                      | Abbaye      | Classé MH (1889)                                       | Casteil                             | 42° 31′ 42″ nord, 2° 24′ 03″ est | Abbaye Saint-Martin du Canigou                                      |
| Église Saint-Martin de Canoha                                       | Église      |                                                        | Prades                              | 42° 37′ 34″ nord, 2° 25′ 12″ est | Image manquante                                                     |
| Église Saint-Martin de Casefabre                                    | Église      |                                                        | Casefabre                           | 42° 36′ 57″ nord, 2° 36′ 49″ est | Église Saint-Martin de Casefabre                                    |
| Chapelle Saint-Martin du château                                    | Chapelle    |                                                        | Canet-en-Roussillon                 | 42° 42′ 25″ nord, 3° 00′ 32″ est | Chapelle Saint-Martin du château                                    |
| Église Saint-Martin de Clara                                        | Église      |                                                        | Clara-Villerach                     | 42° 35′ 05″ nord, 2° 26′ 34″ est | Église Saint-Martin de Clara                                        |
| Église Saint-Martin de Corsavy                                      | Église      | En ruines. Inscrit MH (1964)                           | Corsavy                             | 42° 27′ 59″ nord, 2° 34′ 47″ est | Église Saint-Martin de Corsavy                                      |
| Église Saint-Martin-et-Sainte-Croix                                 | Église      |                                                        | Taxo d'Avall                        | 42° 34′ 06″ nord, 3° 00′ 16″ est | Église Saint-Martin-et-Sainte-Croix                                 |
| Église Saint-Martin d'Envalls                                       | Église      |                                                        | Angoustrine-Villeneuve-des-Escaldes | 42° 30′ 57″ nord, 1° 57′ 20″ est | Image manquante                                                     |
| Église Saint-Martin d'Escaro                                        | Église      |                                                        | Escaro                              | 42° 32′ 13″ nord, 2° 19′ 02″ est | Église Saint-Martin d'Escaro                                        |
| Église Saint-Martin de Fourques                                     | Église      |                                                        | Fourques                            | 42° 34′ 50″ nord, 2° 46′ 44″ est | Église Saint-Martin de Fourques                                     |
| Église Saint-Martin d'Hix                                           | Église      | Classé MH (1910)                                       | Bourg-Madame                        | 42° 26′ 02″ nord, 1° 57′ 18″ est | Église Saint-Martin d'Hix                                           |
| Ancienne église Saint-Martin de Joch                                | Ancienne    | En ruines.                                             | Joch                                | 42° 37′ 04″ nord, 2° 31′ 19″ est | Image manquante                                                     |
| Chapelle Saint-Martin de Latour-de-France                           | Chapelle    | Inscrit MH (1994)                                      | Latour-de-France                    | 42° 45′ 12″ nord, 2° 37′ 26″ est | Chapelle Saint-Martin de Latour-de-Carol                            |
| Église Saint-Martin de Lavall                                       | Église      |                                                        | Sorède                              | 42° 30′ 29″ nord, 2° 59′ 47″ est | Église Saint-Martin de Lavall                                       |
| Église Saint-Martin de Llauro                                       | Église      |                                                        | Llauro                              | 42° 32′ 59″ nord, 2° 44′ 32″ est | Église Saint-Martin de Llauro                                       |
| Église Saint-Martin de Nohèdes                                      | Église      |                                                        | Nohèdes                             | 42° 37′ 26″ nord, 2° 17′ 28″ est | Image manquante                                                     |
| Église Saint-Martin d'Odeillo                                       | Église      |                                                        | Font-Romeu-Odeillo-Via              | 42° 29′ 51″ nord, 2° 02′ 02″ est | Église Saint-Martin d'Odeillo                                       |
| Église Saint-Martin de Palalda                                      | Église      |                                                        | Palalda                             | 42° 29′ 04″ nord, 2° 40′ 30″ est | Église Saint-Martin de Palalda                                      |
| Église Saint-Martin de Pollestres                                   | Église      | Inscrit MH (1973)                                      | Pollestres                          | 42° 38′ 15″ nord, 2° 52′ 05″ est | Église Saint-Martin de Pollestres                                   |
| Église Saint-Martin de la Riba                                      | Église      |                                                        | Saint-Féliu-d'Avall                 | 42° 41′ 00″ nord, 2° 44′ 43″ est | Image manquante                                                     |
| Église Saint-Martin de Riutort                                      | Église      |                                                        | Puyvalador                          | 42° 39′ 08″ nord, 2° 05′ 41″ est | Église Saint-Martin de Riutort                                      |
| Église Saint-Martin-de-la-Roque                                     | Église      |                                                        | Camélas                             | 42° 37′ 29″ nord, 2° 40′ 52″ est | Église Saint-Martin-de-la-Roque                                     |
| Église Saint-Martin d'Ur                                            | Église      | Classé MH (1934)                                       | Ur                                  | 42° 27′ 45″ nord, 1° 56′ 13″ est | Église Saint-Martin d'Ur                                            |
| Église Saint-Martin-le-Vieux                                        | Église      |                                                        | Casteil                             | 42° 31′ 55″ nord, 2° 24′ 04″ est | Église Saint-Martin-le-Vieux                                        |
| Commanderie du Mas Deu                                              | Commanderie | En ruines.                                             | Trouillas                           | 42° 36′ 31″ nord, 2° 50′ 15″ est | Commanderie du Mas Deu                                              |
| Église Saint-Maurice de Sauto                                       | Église      |                                                        | Sauto                               | 42° 30′ 45″ nord, 2° 09′ 02″ est | Église Saint-Maurice de Sauto                                       |
| Église Saint-Michel de La Bastide                                   | Église      |                                                        | La Bastide                          | 42° 32′ 50″ nord, 2° 35′ 19″ est | Église Saint-Michel de La Bastide                                   |
| Église Saint-Michel de Cabrenys                                     | Église      |                                                        | Serralongue/Lamanère                | 42° 21′ 51″ nord, 2° 32′ 33″ est | Image manquante                                                     |
| Abbaye Saint-Michel de Cuxa                                         | Abbaye      | Classé MH (1958)                                       | Codalet                             | 42° 35′ 41″ nord, 2° 25′ 02″ est | Abbaye Saint-Michel de Cuxa                                         |
| Église Saint-Michel de Périllos                                     | Église      |                                                        | Opoul-Périllos                      | 42° 53′ 49″ nord, 2° 50′ 48″ est | Église Saint-Michel de Périllos                                     |
| Église Saint-Michel des Plans                                       | Église      |                                                        | Ayguatébia-Talau                    | 42° 33′ 25″ nord, 2° 12′ 58″ est | Image manquante                                                     |
| Église Saint-Michel de Riunoguès                                    | Église      |                                                        | Riunoguès                           | 42° 27′ 51″ nord, 2° 49′ 13″ est | Église Saint-Michel de Riunoguès                                    |
| Église Saint-Michel de Saint-Michel-de-Llotes                       | Église      | Inscrit MH (1973)                                      | Saint-Michel-de-Llotes              | 42° 38′ 44″ nord, 2° 37′ 26″ est | Église Saint-Michel de Saint-Michel-de-Llotes                       |
| Église Saint-Michel de Vallcrosa                                    | Église      |                                                        | Camélas                             | 42° 38′ 24″ nord, 2° 40′ 55″ est | Image manquante                                                     |
| Église Saint-Michel de Villeroge                                    | Église      |                                                        | Coustouges                          | 42° 21′ 30″ nord, 2° 36′ 45″ est | Église Saint-Michel de Villeroge                                    |
| Église Saint-Michel de Vivès                                        | Église      |                                                        | Vivès                               | 42° 31′ 43″ nord, 2° 45′ 49″ est | Église Saint-Michel de Vivès                                        |
| Monastir del Camp                                                   | Monastir    | Classé MH (1875)                                       | Passa                               | 42° 35′ 12″ nord, 2° 49′ 33″ est | Monastir del Camp                                                   |
| Église de la Nativité-de-Notre-Dame de Baixas                       | Église      |                                                        | Baixas                              | 42° 45′ 02″ nord, 2° 48′ 30″ est | Église de la Nativité-de-Notre-Dame de Baixas                       |
| Église Sainte-Nativité-Notre-Dame de Formiguères                    | Église      | Monument historique                                    | Formiguères                         | 42° 36′ 51″ nord, 2° 06′ 11″ est | Église Sainte-Nativité-Notre-Dame de Formiguères                    |
| Ancienne église Saint-Nazaire-et-Saint-Celse d'Ansignan             | Ancienne    | En ruines.                                             | Ansignan                            | 42° 45′ 29″ nord, 2° 31′ 39″ est | Image manquante                                                     |
| Église Saint-Nazaire de Barbadell                                   | Église      |                                                        | Bouleternère                        | 42° 38′ 18″ nord, 2° 35′ 00″ est | Église Saint-Nazaire de Barbadell                                   |
| Église Saint-Nazaire de Tordères                                    | Église      |                                                        | Tordères                            | 42° 33′ 36″ nord, 2° 45′ 06″ est | Image manquante                                                     |
| Église Saint-Nicolas d'Aiguevive                                    | Église      |                                                        | Ponteilla                           | 42° 38′ 21″ nord, 2° 49′ 05″ est | Image manquante                                                     |
| Église Notre-Dame-des-Anges de Cabestany                            | Église      |                                                        | Cabestany                           | 42° 40′ 44″ nord, 2° 56′ 16″ est | Église Notre-Dame-des-Anges de Cabestany                            |
| Chapelle Notre-Dame-de-Belloc                                       | Chapelle    | Classé MH (1980)                                       | Dorres                              | 42° 28′ 46″ nord, 1° 55′ 34″ est | Chapelle Notre-Dame-de-Belloc                                       |
| Chapelle Notre-Dame de Corbiac                                      | Chapelle    | Monument historique                                    | Mosset                              | 42° 39′ 35″ nord, 2° 21′ 50″ est | Chapelle Notre-Dame de Corbiac                                      |
| Église Notre-Dame des Escaliers de Marcevol                         | Église      | Inscrit MH (1973)                                      | Arboussols                          | 42° 39′ 50″ nord, 2° 30′ 00″ est | Église Notre-Dame des Escaliers de Marcevol                         |
| Église Notre-Dame de Laval                                          | Église      |                                                        | Caudiès-de-Fenouillèdes             | 42° 48′ 07″ nord, 2° 23′ 06″ est | Église Notre-Dame de Laval                                          |
| Église Notre-Dame-de-la-Merci de Planès                             | Église      | Classé MH (1840)                                       | Planès                              | 42° 29′ 30″ nord, 2° 08′ 28″ est | Église Notre-Dame-de-la-Merci de Planès                             |
| Église Notre-Dame du Remède                                         | Église      |                                                        | Las Illas                           | 42° 26′ 15″ nord, 2° 47′ 10″ est | Église Notre-Dame du Remède                                         |
| Église Notre-Dame-del-Roure de Los Masos                            | Église      |                                                        | Los Masos                           | 42° 37′ 21″ nord, 2° 27′ 42″ est | Église Notre-Dame-del-Roure (Los Masos)                             |
| Église Notre-Dame-del-Roure de Taillet                              | Église      | Monument historique                                    | Taillet                             | 42° 30′ 51″ nord, 2° 41′ 46″ est | Église Notre-Dame-del-Roure (Taillet)                               |
| Chapelle Notre-Dame de Tanya                                        | Chapelle    |                                                        | Laroque-des-Albères                 | 42° 31′ 50″ nord, 2° 56′ 04″ est | Chapelle Notre-Dame de Tanya                                        |
| Église Notre-Dame de la Victoire de Thuir                           | Église      |                                                        | Thuir                               | 42° 37′ 59″ nord, 2° 45′ 18″ est | Église Notre-Dame de la Victoire de Thuir                           |
| Paracolls                                                           |             | En ruines.                                             | Molitg-les-Bains                    | 42° 38′ 47″ nord, 2° 23′ 14″ est | Image manquante                                                     |
| Église Saint-Paul de Calce                                          | Église      |                                                        | Calce                               | 42° 45′ 32″ nord, 2° 45′ 15″ est | Image manquante                                                     |
| Église Saint-Paul de Py                                             | Église      |                                                        | Py                                  | 42° 29′ 55″ nord, 2° 21′ 02″ est | Église Saint-Paul de Py                                             |
| Église Saint-Paul du Vila                                           | Église      |                                                        | Reynès                              | 42° 29′ 52″ nord, 2° 43′ 54″ est | Église Saint-Paul du Vila                                           |
| Église Saint-Pierre de Belloch                                      | Église      |                                                        | Vinça                               | 42° 39′ 20″ nord, 2° 32′ 44″ est | Église Saint-Pierre de Belloch                                      |
| Église Saint-Pierre del Bosc                                        | Église      |                                                        | Corbère                             | 42° 38′ 50″ nord, 2° 39′ 34″ est | Image manquante                                                     |
| Église Saint-Pierre de Céret                                        | Église      |                                                        | Céret                               | 42° 29′ 07″ nord, 2° 44′ 53″ est | Église Saint-Pierre de Céret                                        |
| Église Saint-Pierre de Fenouillet                                   | Église      | En ruines.                                             | Fenouillet                          | 42° 47′ 38″ nord, 2° 22′ 50″ est | Image manquante                                                     |
| Église Saint-Pierre de Fillols                                      | Église      | En ruines.                                             | Fillols                             | 42° 33′ 41″ nord, 2° 24′ 31″ est | Église Saint-Pierre de Fillols                                      |
| Église Saint-Pierre dels Forquets                                   | Église      | En ruines.                                             | Argelès-sur-Mer                     | 42° 31′ 15″ nord, 3° 01′ 24″ est | Image manquante                                                     |
| Église Saint-Pierre des Graus                                       | Église      | En ruines.                                             | Canaveilles                         | 42° 31′ 55″ nord, 2° 14′ 53″ est | Église Saint-Pierre des Graus                                       |
| Église Saint-Pierre de Laner                                        | Église      |                                                        | Les Cluses                          | 42° 29′ 50″ nord, 2° 50′ 47″ est | Église Saint-Pierre de Laner                                        |
| Église Saint-Pierre d'Osséja                                        | Église      | Inscrit MH (1964)                                      | Osséja                              | 42° 24′ 54″ nord, 1° 58′ 53″ est | Église Saint-Pierre d'Osséja                                        |
| Église Saint-Pierre de Passa                                        | Église      |                                                        | Passa                               | 42° 34′ 43″ nord, 2° 48′ 40″ est | Image manquante                                                     |
| Église Saint-Pierre de Planèzes                                     | Église      |                                                        | Planèzes                            | 42° 46′ 03″ nord, 2° 37′ 18″ est | Image manquante                                                     |
| Église Saint-Pierre de Prades                                       | Église      | Classé MH (1948)                                       | Prades                              | 42° 37′ 06″ nord, 2° 25′ 25″ est | Église Saint-Pierre de Prades                                       |
| Église Saint-Pierre de Riuferrer                                    | Église      | Inscrit MH (1954)                                      | Arles-sur-Tech                      | 42° 27′ 49″ nord, 2° 37′ 13″ est | Église Saint-Pierre de Riuferrer                                    |
| Église Saint-Pierre de Taillet                                      | Église      |                                                        | Taillet                             | 42° 31′ 37″ nord, 2° 40′ 17″ est | Église Saint-Pierre de Taillet                                      |
| Église Saint-Pierre de Théza                                        | Église      |                                                        | Théza                               | à géolocaliser                   | Image manquante                                                     |
| Église Saint-Pierre de Vilaclara                                    | Église      |                                                        | Palau-del-Vidre                     | 42° 33′ 43″ nord, 2° 56′ 58″ est | Église Saint-Pierre de Vilaclara                                    |
| Église Saint-Pierre-du-Vilar                                        | Église      |                                                        | Claira                              | 42° 45′ 43″ nord, 2° 55′ 48″ est | Église Saint-Pierre-du-Vilar                                        |
| Rectoria                                                            | Église      |                                                        | Banyuls-sur-Mer                     | 42° 28′ 38″ nord, 3° 07′ 29″ est | Rectoria                                                            |
| Église Saint-Roch de Lesquerde                                      | Église      |                                                        | Lesquerde                           | 42° 47′ 54″ nord, 2° 31′ 58″ est | Image manquante                                                     |
| Église Saint-Romain de Caldégas                                     | Église      | Classé MH (1952)                                       | Caldégas                            | 42° 26′ 29″ nord, 1° 57′ 52″ est | Église Saint-Romain de Caldégas                                     |
| Église Saint-Romain de Réal                                         | Église      | Inscrit MH (1982)                                      | Réal                                | 42° 37′ 57″ nord, 2° 07′ 58″ est | Église Saint-Romain de Réal                                         |
| Église Saint-Saturnin de Boule-d'Amont                              | Église      | Inscrit MH (1972)                                      | Boule-d'Amont                       | 42° 34′ 45″ nord, 2° 36′ 50″ est | Église Saint-Saturnin de Boule-d'Amont                              |
| Église Saint-Saturnin d'Enveitg                                     | Église      | Classé MH (1936)                                       | Enveitg                             | 42° 27′ 35″ nord, 1° 54′ 58″ est | Église Saint-Saturnin d'Enveitg                                     |
| Église Saint-Saturnin de Montauriol                                 | Église      | Classé MH (1984)                                       | Montauriol                          | 42° 34′ 21″ nord, 2° 43′ 31″ est | Église Saint-Saturnin de Montauriol                                 |
| Église Saint-Saturnin de Montesquieu-des-Albères                    | Église      | Classé MH                                              | Montesquieu-des-Albères             | 42° 31′ 15″ nord, 2° 52′ 55″ est | Église Saint-Saturnin de Montesquieu-des-Albères                    |
| Église Saint-Saturnin de Pézilla-la-Rivière                         | Église      |                                                        | Pézilla-la-Rivière                  | 42° 41′ 40″ nord, 2° 46′ 28″ est | Image manquante                                                     |
| Église Saint-Saturnin de Targasonne                                 | Église      |                                                        | Targasonne                          | 42° 29′ 55″ nord, 1° 59′ 44″ est | Image manquante                                                     |
| Église Saint-Saturnin de Tresserre                                  | Église      |                                                        | Tresserre                           | 42° 33′ 49″ nord, 2° 49′ 48″ est | Image manquante                                                     |
| Église Saint-Saturnin de Vernet-les-Bains,                          | Église      |                                                        | Vernet-les-Bains                    | 42° 33′ 07″ nord, 2° 23′ 22″ est | Église Saint-Saturnin de Vernet-les-Bains                           |
| Ancienne église Saint-Saturnin de Vernet-les-Bains                  | Ancienne    | En ruines.                                             | Vernet-les-Bains                    | 42° 32′ 49″ nord, 2° 23′ 19″ est | Image manquante                                                     |
| Église Saint-Sauveur des Angles                                     | Église      | En ruines.                                             | Les Angles (Pyrénées-Orientales)    | 42° 34′ 48″ nord, 2° 04′ 26″ est | Image manquante                                                     |
| Église Saint-Sauveur d'Arles-sur-Tech                               | Église      |                                                        | Arles-sur-Tech                      | 42° 27′ 27″ nord, 2° 38′ 03″ est | Église Saint-Sauveur d'Arles-sur-Tech                               |
| Église Saint-Sauveur de Casesnoves                                  | Église      | Inscrit MH (1955)                                      | Ille-sur-Têt                        | 42° 40′ 06″ nord, 2° 35′ 46″ est | Église Saint-Sauveur de Casesnoves                                  |
| Église Saint-Sauveur de Lamanère                                    | Église      |                                                        | Lamanère                            | 42° 21′ 37″ nord, 2° 31′ 11″ est | Image manquante                                                     |
| Église Saint-Sébastien de Fontrabiouse                              | Église      |                                                        | Fontrabiouse                        | 42° 38′ 11″ nord, 2° 05′ 52″ est | Image manquante                                                     |
| Chapelle Saint-Sébastien de Laroque-des-Albères                     | Chapelle    |                                                        | Laroque-des-Albères                 | 42° 31′ 18″ nord, 2° 55′ 50″ est | Chapelle Saint-Sébastien de Laroque-des-Albères                     |
| Église Saint-Sernin d'Eroles                                        | Église      | En ruines.                                             | Ria-Sirach                          | 42° 37′ 15″ nord, 2° 22′ 24″ est | Église Saint-Sernin d'Eroles                                        |
| Prieuré de Serrabone                                                | Prieuré     | Classé MH (1875)                                       | Boule-d'Amont                       | 42° 36′ 00″ nord, 2° 35′ 01″ est | Prieuré de Serrabone                                                |
| Église Saint-Sulpice de Bouleternère                                | Église      |                                                        | Bouleternère                        | 42° 38′ 55″ nord, 2° 35′ 11″ est | Église Saint-Sulpice de Bouleternère                                |
| Église Saint-Sylvestre de Villerach                                 | Église      |                                                        | Clara                               | 42° 37′ 47″ nord, 2° 27′ 18″ est | Image manquante                                                     |
| Église Saint-Thomas de Llupia                                       | Église      |                                                        | Llupia                              | 42° 37′ 11″ nord, 2° 46′ 11″ est | Image manquante                                                     |
| Église de l'Assomption de la Vierge de Toulouges                    | Église      | Classé MH (1907, porche) · Inscrit MH (1959, église)   | Toulouges                           | 42° 40′ 17″ nord, 2° 49′ 50″ est | Église de l'Assomption de la Vierge de Toulouges                    |
| Chapelle de la Trinité de Prunet-et-Belpuig                         | Chapelle    | Classé MH (1951)                                       | Prunet-et-Belpuig                   | 42° 33′ 44″ nord, 2° 37′ 31″ est | Chapelle de la Trinité de Prunet-et-Belpuig                         |
| Église de la Trinité et Sainte-Marie de Prats-Balaguer              | Église      |                                                        | Fontpédrouse                        | 42° 29′ 58″ nord, 2° 10′ 24″ est | Église de la Trinité de Prats-Balaguer                              |
| Abbaye de Valbonne (Argelès-sur-Mer)                                | Abbaye      |                                                        | Argelès-sur-Mer                     | 42° 29′ 46″ nord, 3° 03′ 03″ est | Image manquante                                                     |
| Église Saint-Valentin de Corts,                                     | Église      | En ruines. Inscrit MH (1983)                           | Taurinya                            | 42° 34′ 59″ nord, 2° 25′ 04″ est | Église Saint-Valentin de Corts                                      |
| Église Saint-Valentin de Rodès                                      | Église      | En ruines.                                             | Rodès                               | 42° 39′ 33″ nord, 2° 33′ 49″ est | Image manquante                                                     |
| Église Saint-Vincent de Campllong                                   | Église      | En ruines.                                             | Vernet-les-Bains                    | 42° 32′ 44″ nord, 2° 24′ 22″ est | Image manquante                                                     |
| Église Saint-Vincent d'Estagel                                      | Église      |                                                        | Estagel                             | 42° 46′ 26″ nord, 2° 42′ 17″ est | Image manquante                                                     |
| Chapelle Saint-Vincent d'Eus                                        | Chapelle    | Classé MH (1960)                                       | Eus                                 | 42° 38′ 24″ nord, 2° 27′ 14″ est | Chapelle Saint-Vincent d'Eus                                        |
| Église Saint-Vincent de La Llagonne                                 | Église      |                                                        | La Llagonne                         | 42° 31′ 35″ nord, 2° 07′ 18″ est | Église Saint-Vincent de La Llagonne                                 |
| Église Saint-Vincent de Mantet                                      | Église      |                                                        | Mantet                              | 42° 28′ 46″ nord, 2° 18′ 27″ est | Église Saint-Vincent de Mantet                                      |
| Église Saint-Vincent de Ria                                         | Église      |                                                        | Ria-Sirach                          | 42° 36′ 32″ nord, 2° 24′ 00″ est | Église Saint-Vincent de Ria                                         |
| Église Saint-Vincent de Séquières                                   | Église      | En ruines.                                             | Trévillach                          | 42° 42′ 28″ nord, 2° 29′ 29″ est | Image manquante                                                     |
| Église Saint-Vincent de Vilalta                                     | Église      | En ruines.                                             | Targasonne                          | 42° 29′ 57″ nord, 1° 58′ 48″ est | Église Saint-Vincent de Vilalta                                     |